# Landwehr

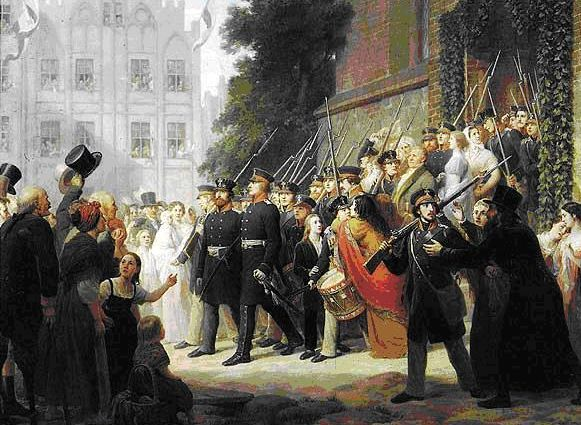
Landwehr prussienne en 1813. Peinture à l'huile de 1860.

Landwehr, ou Landeswehr, est un terme de langue allemande utilisé pour se référer à certaines armées nationales, ou milices au XIXe siècle et au début du XXe siècle en Europe. En allemand, le mot signifie défense du pays. La Garde nationale mobile est l'équivalence française.

## Autriche-Hongrie
La Landwehr autrichienne (Armée territoriale impériale-royale autrichienne) est l'un des trois éléments qui composent les forces terrestres austro-hongroises entre 1867 et 1918, à côté de l'Armée commune austro-hongroise et de la Honvéd (Armée territoriale royale hongroise, en allemand : königlich ungarische Landwehr, k.u. Landwehr).

## Prusse et Empire allemand
En Prusse, la Landwehr est formée par un édit royal du 17 mars 1813, appelant tous les hommes de dix-huit à quarante-cinq ans, capables de porter les armes, et non en poste dans l'armée régulière. Après la paix de 1815, cette force fait partie intégrante de l'armée prussienne, chaque brigade étant composée d'une unité de ligne et d'un régiment de Landwehr. Comme cela diminuait la valeur des unités de première ligne par la réorganisation de 1859, on décida que  les troupes de la Landwehr seraient reléguées en deuxième ligne.
Pendant la Première Guerre mondiale, les besoins accrus en effectifs font que la Landwehr est largement employée en première ligne. Sur le front de l'Est, le Landwehrkorps, commandé par Remus von Woyrsch, tient un secteur dès 1914. Certaines unités comme la 7e division de Landwehr participent aux dernières opérations sur le front de l'Est, d'autres sur le front de l'Ouest.

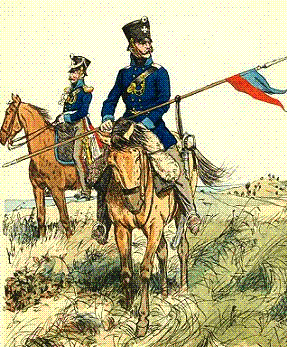
Preußische Kavallerie der Landwehr in den Befreiungskriegen 1813-1815 de Richard Knötel.
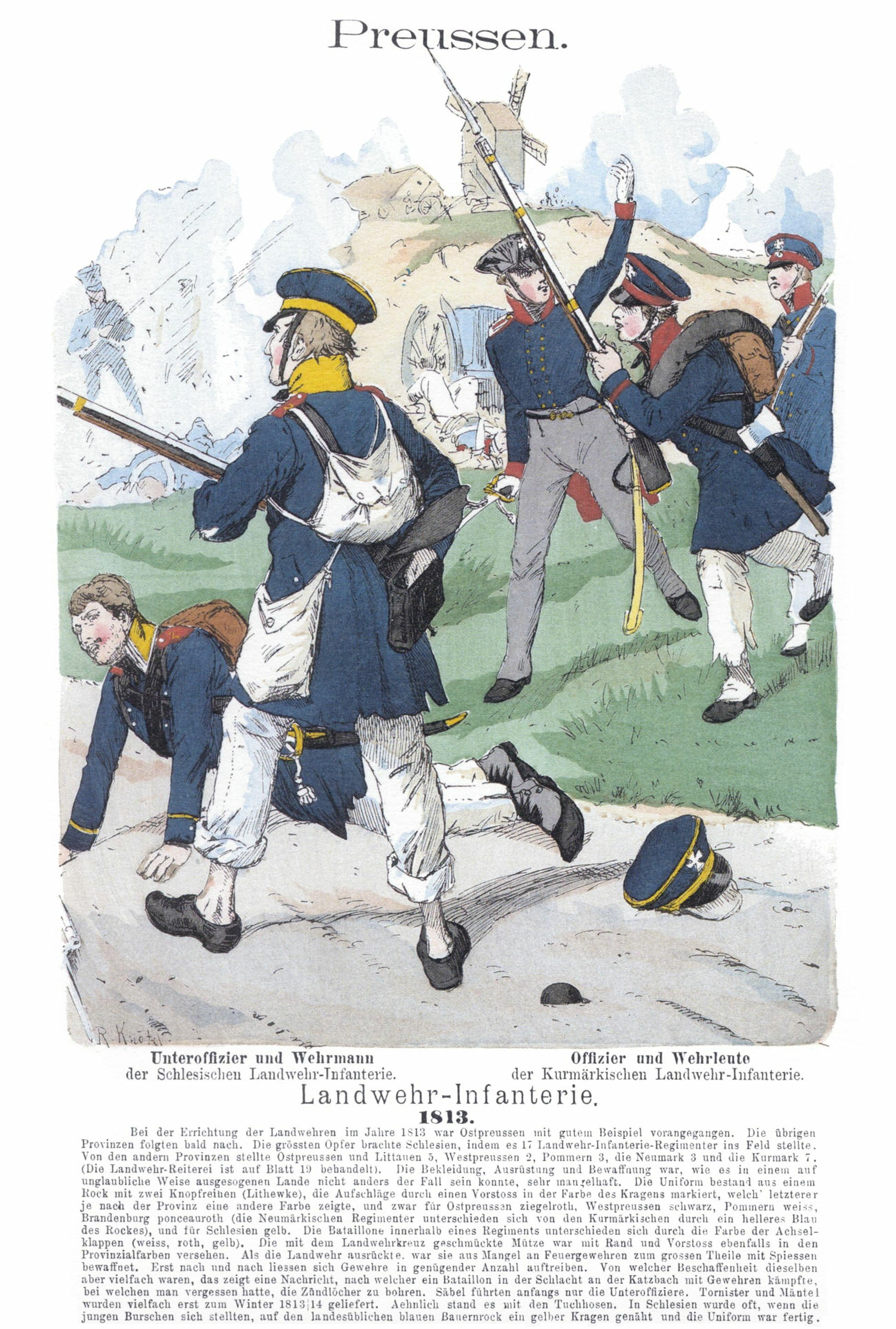
Infanterie de Landwehr prussienne selon Richard Knötel à la même époque.
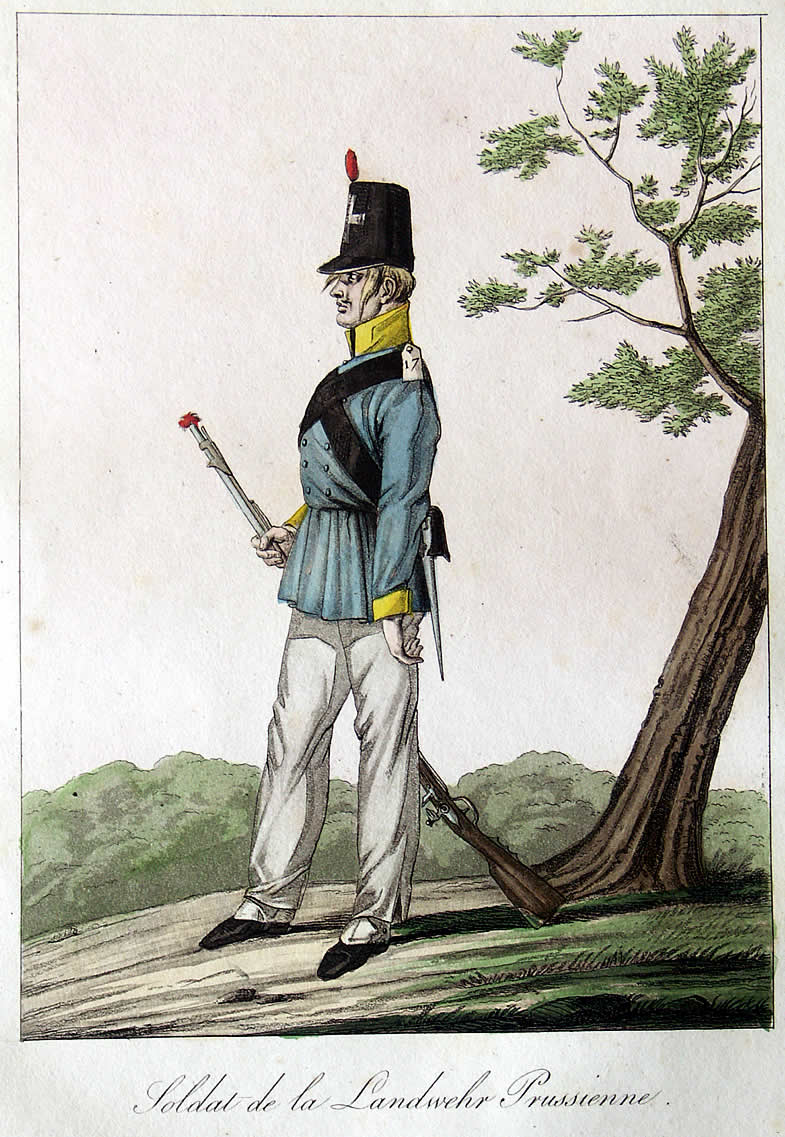
Landwehr prussienne en 1815.
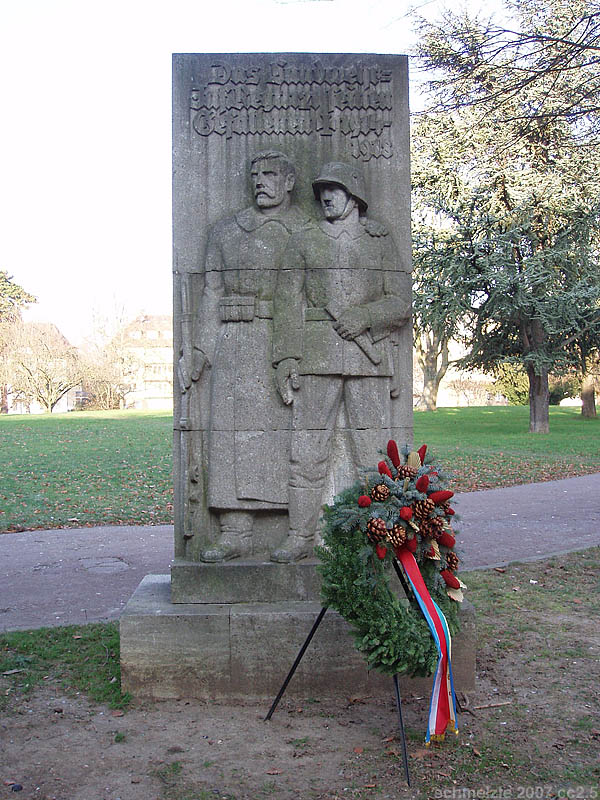
Monument aux morts du Landwehr Inf-Rgt. 121 à Heilbronn.

## Suisse
En Suisse, le terme est utilisé pour désigner une classe d'âge de l'armée. Après 1951, les hommes de la Landwehr sont âgés de 37 à 48 ans, et de 33 à 42 ans dès 1960. Ils sont alors principalement incorporés dans des brigades frontière. Avec l’organisation Armée 61 (de), des formations de DCA et des formations mixtes (élite et Landwehr) dans certaines armes sont composées d'hommes de la Landwehr. Avec la nouvelle organisation Armée 95 (de), le système des classes d'âge a disparu. En référence à ce passé, certains orchestres d'harmonie portent le nom de Landwehr.

## Duché balte uni
Baltische Landeswehr était le nom des forces armées du Duché balte uni sous tutelle allemande, établi à partir des territoires cédés par la Russie impériale en vertu du traité de Brest-Litovsk en 1918. Ce nouvel État s'est effondré en 1919 à la suite de la reddition de l'Empire allemand.